# Galeria de Arte Toi o Tāmaki de Auckland
A Galeria de Arte Toi o Tāmaki de Auckland é a principal galeria pública de Auckland, na Nova Zelândia, e possui a mais extensa coleção de arte nacional e internacional da Nova Zelândia. Acolhe frequentemente exposições internacionais itinerantes.
Situada abaixo do Albert Park, no topo da colina , na área central da cidade de Auckland, a galeria foi estabelecida em 1888 como a primeira galeria de arte permanente na Nova Zelândia.
O edifício abrigava originalmente a Galeria de Arte de Auckland, bem como a abertura da Biblioteca Pública de Auckland, com coleções doadas pelos benfeitores George Gray e James Tannock Mackelvie. Esta foi a segunda galeria de arte pública na Nova Zelândia aberta três anos após a Galeria de Arte de Dunedin, em 1884. A Academia de Belas-Artes da Nova Zelândia de Wellington abriu em 1892 e uma Biblioteca Pública de Wellington em 1893.
Em 2009, foi anunciado que o museu recebeu uma doação do empresário americano Julian Robertson, avaliado em mais de cem milhões de dólares, o maior de todos os tempos na região. As obras serão recebidas da propriedade do proprietário.

## História
Ao longo da década de 1870, muitas pessoas em Auckland sentiram que a cidade precisava de uma coleção de arte municipal, mas o recém-criado Conselho da Cidade de Auckland não estava disposto a comprometer fundos para esse projeto. Após pressão de pessoas eminentes como Maurice O'Rorke (presidente da Câmara dos Deputados) e outros, a construção de uma Galeria de Arte e Biblioteca combinadas foi necessária pela promessa de legados significativos de dois grandes benfeitores; o ex-governador colonial George Gray e James Tannock Mackelvie. Gray havia prometido livros para uma biblioteca municipal já em 1872 e acabou doando um grande número de manuscritos, livros raros e pinturas de sua coleção para a Galeria e Biblioteca de Auckland [em mais de 12.500 itens, incluindo 53 pinturas]. Ele também deu material para a Cidade do Cabo, onde também havia sido governador. O legado de Gray inclui obras de Caspar Netscher, Henry Fuseli, William Blake e David Wilkie.
Mackelvie era um empresário que se interessara pelos negócios de Auckland depois de voltar à Grã-Bretanha. No início da década de 1880, ele anunciou um presente de 105 aquarelas emolduradas, pinturas a óleo e uma coleção de desenhos. Seu presente chegou a 140 itens, incluindo pinturas, artes decorativas, cerâmica e móveis de sua residência em Londres, que formam o núcleo da Mackelvie Trust Collection, que é compartilhada entre a Galeria de Arte da Cidade de Auckland, a Biblioteca Pública e o Museu de Auckland. A vontade de Mackelvie estipulou uma galeria separada para exibir seu legado; isso não era popular entre as autoridades da cidade, mas uma sala especial foi dedicada à coleção em 1893 e, eventualmente, a Galeria Mackelvie, com iluminação superior, foi construída em 1916. O Mackelvie Trust continua comprando obras de arte para adicionar à coleção, que agora inclui bronzes significativos do século XX de Archipenko, Bourdelle, Epstein, Moore e Elisabeth Frink.

## Diretores
Embora fundada em 1888, a Galeria não empregou um diretor profissional até a nomeação do inglês Eric Westbrook em 1952.
- 2019–atual: Kirsten Paisley
- 2013-2018: Rhana Devenport
- 1996–2013: Chris Saines
- 1988–1995: Christopher Johnstone
- 1981-1988: Rodney Wilson
- 1979-1981: Grant Kirby (diretor em exercício)
- 1974-1979: Professor Ernest Smith
- 1972-1974: Richard Teller Hirsch
- 1965-1972: Gil Docking
- 1956-1965: Professor Peter Tomory
- 1952-1955: Eric Westbrook